# Natalizumab

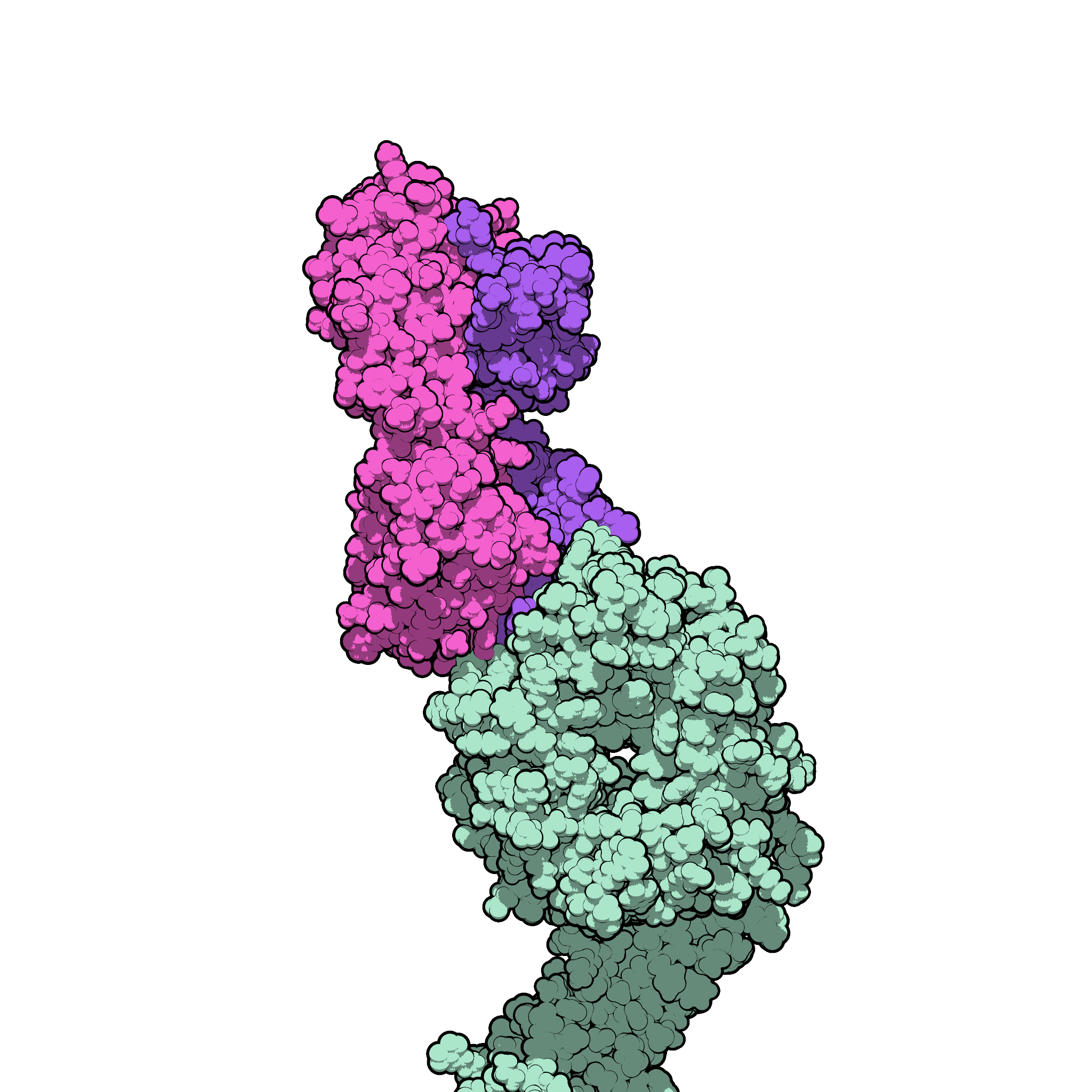
Modelo do fragmento Fab de natalizumab (rosa e roxo) ligado à integrina VLA-4

Natalizumab (português europeu) ou natalizumabe (português brasileiro), vendido majoritariamente como Tysabri, é um fármaco utilizado no tratamento da esclerose múltipla e da doença de Crohn. É um anticorpo monoclonal humanizado que trabalha contra a integrina VLA-4, que permite a invasão de glóbulos brancos na barreira hematoencefálica e no intestino. O medicamento é ministrado por infusão intravenosa e funciona reduzindo a habilidade dos linfócitos T inflamatórios de se infiltrarem nas camadas de células do intestino e da barreira hematoencefálica, diminuindo a inflamação e o dano resultante dela. 
Os efeitos colaterais mais comuns são a infecção do trato urinário, nasofaringite (inflamação da garganta e nariz), dores de cabeça, tontura, náusea, dor nas articulações e fadiga.

## História
O natalizumab foi aprovado para uso médico nos Estados Unidos em 2004. Ele foi retirado do mercado por seu fabricante depois que seu uso foi conectado a três casos da condição neurológica rara leucoencefalopatia multifocal progressiva (LMP), quando combinado ao interferão beta-1a - um fármaco imunossupressor que também é receitado para o tratamento de esclerose múltipla. Depois de revisão das informações de segurança, e sem mais novas mortes, a droga retornou ao mercado estadunidense em junho de 2006 com um programa especial de prescrição. No mesmo mês, garantiu sua aprovação na União Europeia.  No Brasil, o medicamento foi aprovado em agosto de 2008 pela Agência Nacional de Vigilância Sanitária e foi incorporado ao Sistema Único de Saúde em 2020.   Em 2009, haviam sido registrados 24 casos de LMP, mostrando um aumento significativo no número de fatalidades e incitando uma nova revisão do medicamento pela Agência Europeia de Medicamentos.
Até 2010, 31 casos de LMP eram relacionados ao natalizumab. Em 2016, o total registrado era de 667 casos.  A Food and Drug Administration (FDA), órgão responsável pela saúde pública nos Estados Unidos, não retirou a droga do mercado devido ao número de benefícios. Na União Europeia, o remédio foi aprovado apenas para esclerose múltipla e o uso em conjunto com quaisquer outras drogas foi proibido: os fabricantes dizem que os casos de LMP estão relacionados à utilização de outros fármacos concomitantemente. 

## Usos médicos
Nos Estados Unidos, o natalizumab é indicado para o tratamento de esclerose múltipla e doença de Crohn. 
É indicado para:
- Tratar a síndrome clínica isolada, que é uma primeira ocorrência única dos sintomas de esclerose múltipla.
- Tratar a esclerose múltipla remitente-recorrente - um tipo de esclerose múltipla na qual a pessoa apresenta períodos de novos sintomas neurológicos seguidos por períodos de estabilidade.
- Tratar a esclerose múltipla secundária progressiva, onde, após um ciclo remitente-recorrente, os pacientes sofrem recaídas constantes e perdas neurológicas graduais.[10]
- Tratar a doença de Crohn quando os medicamentos usuais não surtem efeito. É a última opção devido à possibilidade de LMP.[11]

Estudos apontam que o natalizumab oferece uma melhor eficácia quando comparado a outros tratamentos para esclerose múltipla. No entanto, devido à escassez de estudos sobre o uso contínuo, aliado aos potenciais riscos à integridade física dos pacientes, alguns possuem ressalvas sobre o uso da droga fora de pesquisas comparatórias entre diferentes medicamentos. 
Na União Europeia, o natalizumab é indicado para os seguintes grupos:
- Pessoas com alta atividade da doença, apesar de terem completado tratamento com outro fármaco.
- Pessoas com progressão severa de esclerose múltipla remitente-recorrente.[13]

## Efeitos colaterais
As informações de prescrição do medicamento nos Estados Unidos contém um aviso sobre o risco de leucoencefalopatia multifocal progressiva, uma infecção viral do cérebro que resulta em deficiência grave ou morte. A infecção é causada pelo poliomavírus humano JC, presente em mais de 70% dos humanos. Ele é, na maior parte dos casos, inofensivo, porém situações de imunossupressão ou imunodeficiência podem o reativar. Aliado a isso, a infiltração no sistema nervoso central é facilitada pela barreira imunológica decorrente do tratamento, que impede a passagem de células T ao sistema nervoso central. A chance da infecção aumenta com um tempo de tratamento prolongado, especialmente após 24 meses. Ainda, pessoas com anticorpos ao poliomavírus (indicando anterior exposição) estão em maior risco.   
Até dezembro de 2018, 195.071 pacientes ao redor do mundo tinham recebido mais que uma dose de natalizumab; a incidência de casos de LMP é de 4,14 a cada 1000 pacientes. 
Após sua aprovação no mercado estadunidense, a droga foi monitorada, como é de praxe, durante o uso comum e fora dos estudos clínicos. As descobertas revelaram que 0,1% dos usuários de natalizumab tiveram danos significantes ao fígado, levando à inclusão de uma nova recomendação da FDA: o remédio deve ser descontinuado em pacientes com icterícia ou com outras evidências de um fígado lesionado.  Essa porcentagem é similar a de outros medicamentos utilizados para o tratamento de esclerose múltipla.
Efeitos colaterais comuns incluem fadiga, reações alérgicas com baixo risco de anafilaxia, dores de cabeça, náusea, resfriados e pode exacerbar a doença de Crohn em alguns pacientes.
Nos estudos preliminares, cerca de 6% das pessoas criaram anticorpos naturais contra o natalizumab, diminuindo a eficácia da droga. 